# Kvitsøyfjorden
59°3′14.310″N 5°31′19.211″Ø / 59.05397500°N 5.52200306°Ø
Kvitsøyfjorden er en fjord i kommunerne Kvitsøy, Rennesøy og Randaberg i Rogaland fylke i Norge. Den er en sidefjord til Boknafjorden mellem Kvitsøy i vest, Mosterøy i Rennesøy i øst og Randaberg i syd. 
Fjorden har to indløb, et sydligt mellem øerne Alstein og Kvitsøy, og et nordlig mellem Fjøløy fyr og Kvitsøy. Det sydlige indløb grænser til Håsteinsfjorden mod syd. Det nordlige indløb grænser til Skudenesfjorden, som er en del af Boknafjorden. Syd for Mosterøy ligger to andre øer, Sokn og Bru, hvor Rennfastforbindelsen langs E39 går over. Øst for disse øer fortsætter Kvisøyfjorden videre som Hidlefjorden og Byfjorden.
Mellem Mosterøy og Sokn ligger Askjesundet, med Hidlefjorden på den anden side, og mellem Bru og Sokn går Soknasundet. Mellem Bru og Randaberg ligger Byfjorden, som fortsætter videre mod øst til Åmøyfjorden og centrum af Stavanger. Fra indløbet fra Skudenesfjorden til indløbet af Byfjorden er Kvitsøyfjorden omtrent 9 kilometer lang. 
Fra Randaberg er det færgeforbindelse til Ystabøhamn på Kvitsøy over Kvitsøyfjorden.